# Moctezuma II.

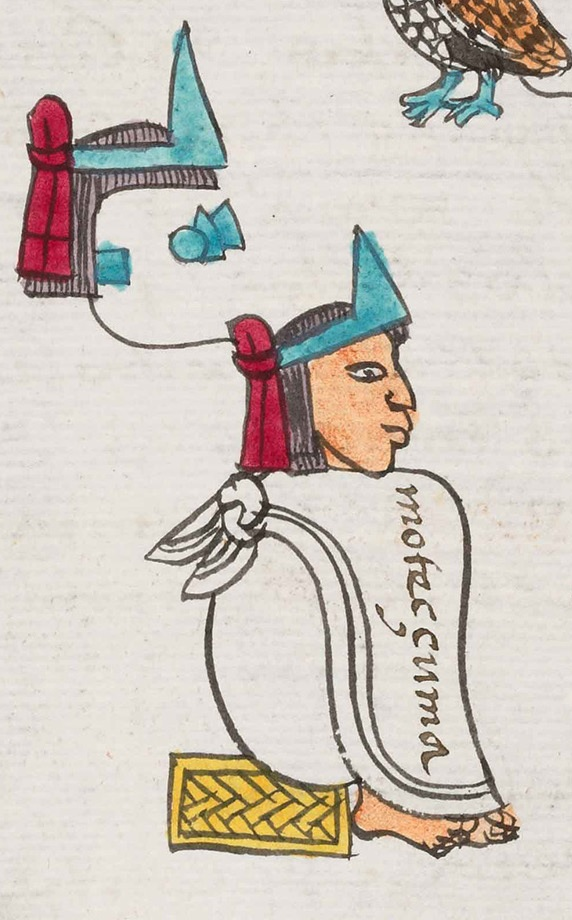
Darstellung Moctezumas II. im Codex Mendoza, 1541/42

Moctezuma II. (spanisch; eigentlich Motēcuhzōma Xōcoyōtzin [moteːkʷˈsoːma ʃoːkoˈjoːtsin], in deutschen Texten meist Montezuma; * um 1465; † 30. Juni 1520 in Tenochtitlán, Mexiko) war von 1502 bis zu seinem Tod 1520 der neunte Herrscher über das Reich der Azteken. Während der ersten siebzehn Jahre seiner Herrschaft führte er die rigide Expansionspolitik seiner Vorgänger fort; wesentlich bekannter ist er jedoch aufgrund seiner Rolle im Kampf gegen die Spanier unter Hernán Cortés während der letzten beiden Jahre seines Lebens.
Der Name Moteuczoma bedeutet auf Nahuatl „Er schaut finster drein wie ein Fürst“; den Beinamen Xocoyotzin „der Jüngere“ trug er zur Unterscheidung gegenüber seinem Vorgänger Moctezuma I. Sein Name wurde schrittweise  durch phono-semantische Angleichung und Vereinfachung zu Moctezuma und Montezuma.

## Leben

### Moctezumas frühe Herrschaft
Moctezuma war der Sohn des Herrschers Axayacatl, der von 1471 bis 1482 über Tenochtitlán regierte. Über seinen Werdegang vor seiner Thronbesteigung ist kaum etwas bekannt, bis auf die Tatsache, dass er bis zum Tod seines Onkels Auítzotl im Jahre 1502 Hohepriester der höchsten aztekischen Gottheit Huitzilopochtli war. Während der ersten zehn Jahre seiner Herrschaft schloss Moctezuma die Eroberungszüge seiner Vorgänger in das Bergland des heutigen mexikanischen Bundesstaates Oaxaca ab und führte sie selbst an. Er verfolgte damit zum einen das Ziel, die schon vor seiner Herrschaft eroberten Durchgangswege und das Tal von Oaxaca zu sichern, das reiche Tribute lieferte. Zum anderen sollten die bereits unterworfenen Völker durch die Demonstration seiner militärischen Macht eingeschüchtert werden.
Nach den Feldzügen gegen die Völker im Gebiet des heutigen Oaxaca, vor allem die Mixteken und Zapoteken, konzentrierte sich Moctezuma auf die Schwächung der Tlaxcalteken und ihrer Verbündeten. Es gelang ihm, die Tlaxcalteken von fast allen Handelsverbindungen abzuschneiden. Da bei diesen Unternehmungen auch Krieger aus der 1473 von den Azteken eroberten Nachbarstadt Tlatelolco teilnahmen, erließ ihnen Moctezuma 1519 alle seitdem auferlegten Tributzahlungen, beendete die Herrschaft der Militärgouverneure und setzte dafür seinen Vetter Cuauhtémoc als neuen Herrscher ein.

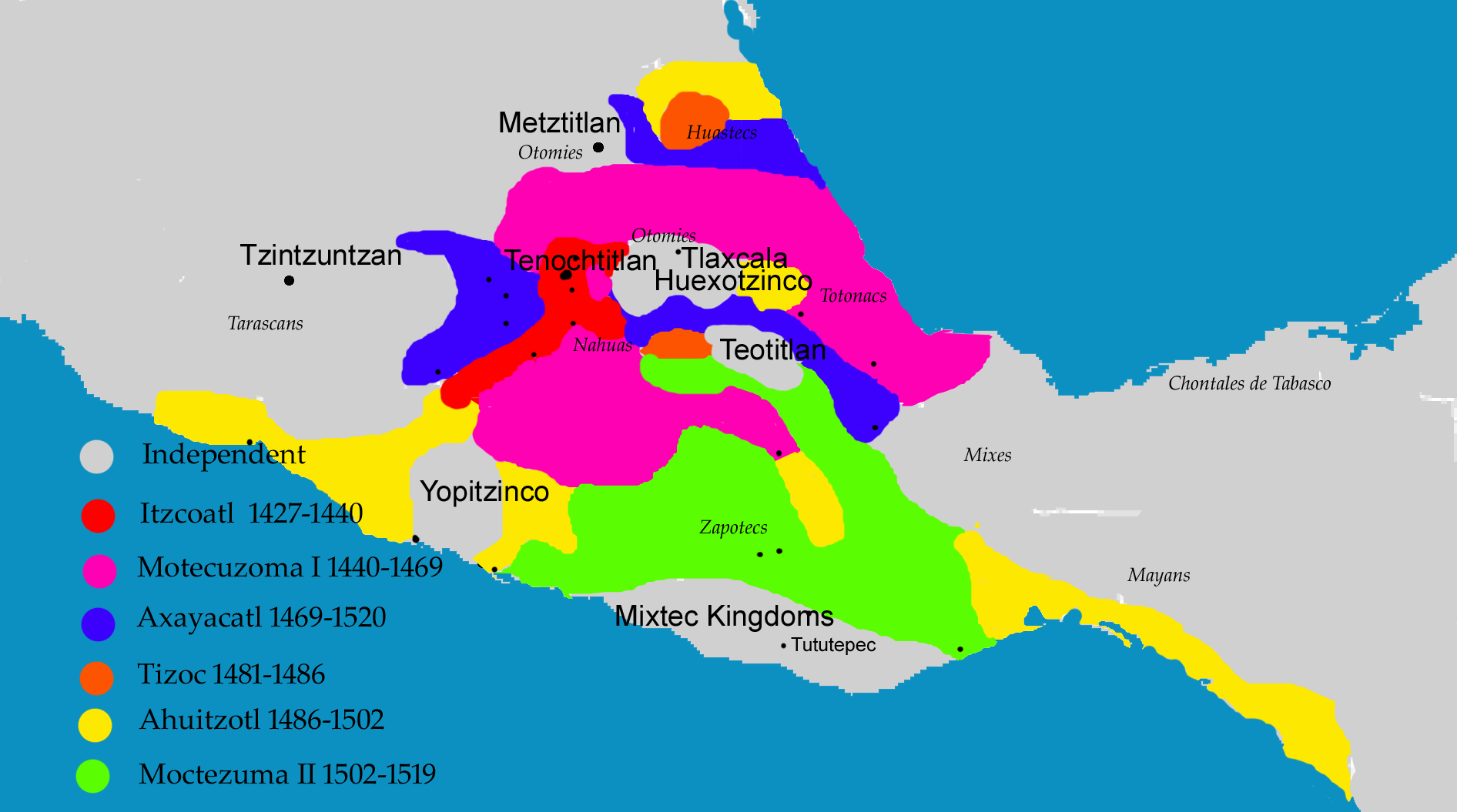
Die Ausdehnung des Reiches der Azteken bei Ankunft der Spanier 1519 (das unter Moctezuma II. unterworfene Gebiet ist hellgrün unterlegt.)

Als im Jahre 1515 Nezahualpilli starb, der Herrscher über die Stadt Texcoco, die Mitglied des aztekischen Dreibunds war, griff Moctezuma mangels einer eindeutigen Nachfolgeregelung direkt in die Thronfolge ein und bestimmte eigenmächtig einen der Söhne des Nezahualpilli, Cacamatzin, zum neuen Herrscher. Dessen Halbbruder Ixtlilxochitl fühlte sich jedoch übergangen und rebellierte. Die Zurücksetzung durch Moctezuma dauerte noch während des Kampfes gegen die Spanier an und war Motiv Ixtlixochitls zum Bündnis mit den Spaniern, die ihm zur Macht verhalfen.
Innenpolitisch stärkte Moctezuma den Adel, indem er nichtadelige Beamte aus ihren Ämtern entließ, die mit den Adeligen politisch konkurrierten. Die Behauptung, diese Trennung von Adel und Volk sei Bestandteil eines Jahrzehnte zuvor geschlossenen Vertrages gewesen, um die Tepaneken zu bekämpfen, ist nach Einschätzung des Ethnologen Hanns J. Prem eine Erfindung Moctezumas, um diese Entscheidungen legitimieren zu können.

### Erste Kontakte mit den Spaniern
Nach den Berichten von Bernal Díaz del Castillo führte der Spanier Francisco Hernández de Córdoba 1517 eine Expedition von Kuba aus Richtung Westen und entdeckte dabei die Halbinsel Yucatán. Obwohl die Spanier nicht weiter nach Westen vordrangen, erhielt Moctezuma genaue Berichte über die Fremden und wusste exakt über die Stationen ihrer Reise Bescheid. Er befahl, im Falle einer Rückkehr der Fremden mit ihnen Handel zu treiben und sie genau über ihre Absichten auszufragen. Bei der Ankunft der Schiffe unter dem Kommando des Juan de Grijalva im Jahr darauf wurden die Spanier, die hier erstmals von den Azteken beherrschtes Land betraten, dann auch von offiziellen Abgesandten des Moctezuma begrüßt und betrieben Tauschhandel mit den Einwohnern.
Am Gründonnerstag 1519 landete eine dritte Expedition auf San Juan de Ulúa, diesmal unter der Führung des Hernán Cortés. Sie wurden wiederum von Abgesandten des Moctezuma empfangen, der sogleich von der erneuten Ankunft der Spanier erfahren hatte. Sieben Tage nach der Landung übermittelte ihnen der Gesandte Tendile Moctezumas Wunsch, von einer direkten Begegnung mit ihm abzusehen. Da die Azteken bei dieser zweiten Begegnung auch reiche Geschenke an Gold und kostbaren Stoffen für die Neuankömmlinge mitbrachten, wurde aber deren Drang, nach Tenochtitlán zu gelangen, nur noch größer. Außerdem war nach Darstellung des Historikers William H. Prescott die tiefe Überzeugung der Spanier – jedenfalls, soweit es ihre Anführer betraf –, „Ungläubigen“ zu deren eigenem Heil das Christentum nahezubringen, eine maßgebliche Triebfeder. Moctezuma versuchte in Folge noch mehrmals vergeblich, die Truppe durch Übersendung großzügiger Geschenke von einem „Besuch“ Tenochtitláns abzubringen; seine implizite Weigerung, mit Cortés persönlich zu sprechen, fassten die Spanier zudem als Beleidigung auf.

### Begegnung mit Cortés

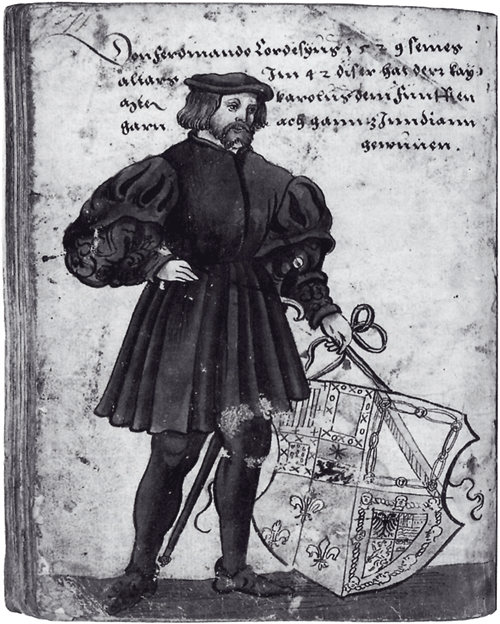
Hernán Cortés. Zeitgenössische Zeichnung von Christoph Weiditz aus Augsburg, der sich 1529 in Spanien aufhielt und dort Cortés wie auch eine Truppe aztekischer Schaukünstler und Akrobaten zeichnete, die Cortés aus der Neuen Welt mitgebracht hatte.

Auch während die Spanier nach Tenochtitlán vorrückten, wurde Moctezuma permanent über deren Aufenthaltsort informiert. Er zeigte sich sehr erschrocken über die Berichte, insbesondere über die Bemühungen der Spanier, durch die Befragung Einheimischer genauere Informationen über ihn zu erhalten. Auch fühlte er sich nicht imstande, Entscheidungen bezüglich der Spanier zu treffen, fragte die aztekischen Götter bei jeder neuen Nachricht um Rat und ließ ihnen Menschen opfern, damit sie ihm eine Antwort auf seine Fragen lieferten. Ebenso wurde er zornig, als ihm seine Zauberer keine guten Prophezeiungen übermitteln konnten, und ließ daraufhin sie und ihre Familien töten.
Auf ihrem Weg nach Tenochtitlán wurden die Spanier in einige Gefechte verwickelt, vor allem mit dem mit den Azteken verfeindeten Volk der Tlaxcalteken. Besonders die überlegene spanische Waffentechnik, die unter den Tlaxcalteken für immense Verluste sorgte und auch durch den Lärm und den unbekannten Geruch des Schießpulvers Angst erzeugte, war dafür verantwortlich, dass die Spanier in jedem Gefecht praktisch ohne Tote in den eigenen Reihen siegten. Ebenso spielten die spanischen Reiter eine Rolle, denn sie verschafften der Truppe einen Vorteil an Mobilität – Reittiere oder gar Pferde waren zu dieser Zeit in Amerika vollkommen unbekannt. Dies führte natürlich auch zu einer gewissen psychologischen Wirkung auf die Einheimischen. Cortés stellte die Wirkung seiner Waffen und auch der Pferde gezielt zur Schau, um die Überlegenheit der Spanier offen zu demonstrieren. Dementsprechend verbreiteten sich in der Region Gerüchte von der Unbesiegbarkeit der Spanier.
Moctezuma versuchte mit allen Mitteln, die Spanier von ihrem Vorhaben abzubringen, ihn aufzusuchen: Er versprach ihnen die reichsten Geschenke, die sein Reich bieten konnte, wenn sie nur wieder abzögen. Letztendlich trafen die Fremden dann aber doch am 8. November 1519 in Tenochtitlán ein. Trotz aller zuvor gezeigten Ablehnung begrüßte Moctezuma die eintreffenden Spanier. Bernardino de Sahagún berichtet, dass er zuerst eine Ansprache hielt; danach berührte er vor Cortés mit der Hand den Boden und führte sie zum Gesicht. Dieser Gruß war zwischen Personen höheren Ranges üblich, Sahagún interpretiert ihn jedoch als symbolische Unterwerfung. Ihm zufolge erwähnte Moctezuma in seiner Ansprache, Cortés sei als Abgesandter eines Ahnherrn der Azteken „zurückgekehrt“. Im Anschluss daran quartierte Moctezuma die Spanier im Palast seines Vaters Axayacatl ein und überhäufte sie geradezu mit Geschenken. Im Laufe der nächsten Tage zeigte er Cortés den Marktplatz und die großen Tempel von Tenochtitlán.
Bei der Einrichtung einer kleinen Kapelle im Palast des Axayacatl, was ihnen nach einer entsprechenden Bitte bei Moctezuma erlaubt worden war, stießen die Spanier völlig unvermittelt auf Moctezumas Schatzkammer. Da die Männer des Cortés beunruhigt über die Möglichkeit waren, jederzeit in der Stadt von aztekischen Kriegern angegriffen und dort eingeschlossen werden zu können, brachten diese beiden Tatsachen sie auf den Entschluss, Moctezuma gefangen zu nehmen. Die Tötung einiger Spanier nahe Veracruz nahm ihnen den Nimbus der Unbesiegbarkeit, den sie vorher aufgrund ihrer überlegenen Waffen besessen hatten, und zwang Cortés zu einer schnellen Ausführung seines Plans. Bereits am folgenden Tag kam er unter Begleitung einiger Soldaten zu Moctezuma und zwang ihn unter dem Vorwurf, er habe den Angriff auf die Spanier nahe Veracruz befohlen, in das spanische Quartier zu kommen, wo er von nun an festgehalten wurde. Am 14. November 1519 wurde Moctezuma durch die Spanier gefangen genommen, um die Veracruz-Angreifer zu stoppen.

### Gefangenschaft und Tod
Die folgenden Monate über war Moctezuma nicht viel mehr als eine Marionette der Spanier, obwohl er nominell noch seine ganze Macht besaß und sogar Untergebene empfangen durfte. Er zeigte ihnen gegenüber große Nachgiebigkeit, wie etwa bei der Forderung, in den aztekischen Tempeln christliche Heiligenbilder aufzustellen und die Bildnisse der aztekischen Götter zu entfernen, wobei er kaum Widerstand zeigte. Ebenso überließ er den Spaniern alle seine Schätze und lieferte Adelige, die offene Feindschaft zeigten, sogar den Spaniern aus. Dies führte allmählich zu einem immensen Autoritätsverlust unter den Bewohnern Tenochtitláns, was Moctezuma jedoch nicht entging. Schließlich änderte er ebenfalls seine Haltung und verlangte im April 1520 den Abzug der Spanier aus der Stadt.
Zur gleichen Zeit landete ein Trupp Soldaten unter Pánfilo de Narváez aus Kuba in Mexiko, mit dem Befehl, Hernán Cortés festzunehmen. Moctezuma erfuhr davon trotz seiner Gefangenschaft noch vor Cortés selbst und versuchte, mit den Neuankömmlingen Verhandlungen aufzunehmen, was jedoch scheiterte. Nachdem dieser mit einem Großteil seines Trupps zur Küste aufgebrochen war und nur eine kleine Gruppe in Tenochtitlán zurückgelassen hatte, heizte sich die Atmosphäre nochmals auf, denn sein Stellvertreter Pedro de Alvarado ließ die adligen Teilnehmer am aztekischen Frühlingsfest töten und provozierte einen Aufstand der Einheimischen – ohne dass Moctezuma irgendeinen Befehl zu einem Aufstand gegeben hatte. Die aufgebrachte Menge trieb die Spanier in ihre Quartiere und belagerte sie dort bis zur Rückkehr des Cortés und seiner Männer, die Ende Juni ohne angegriffen zu werden in die scheinbar leblose und verlassene Stadt einzogen.
Dort verlangte er zuerst die Wiedereröffnung der Märkte, damit die Spanier ihre Vorräte auffrischen konnten, was Cortés erst nach der Zusage erreichte, Cuitláuac freizulassen, den Bruder des Moctezuma. Dieser jedoch stellte sich sogleich an die Spitze der Aufständischen und belagerte am 30. Juni erneut die eingeschlossenen Spanier. Auf Drängen Cortés’ trat Moctezuma nun vor seine Untertanen, die ihn jedoch mit Steinen bewarfen. Laut Bernal Díaz del Castillo wurde er dabei viermal getroffen und erlag kurz darauf seinen Verletzungen, nachdem er jede ärztliche Versorgung verweigert hatte. Einer anderen Version zufolge wurde er von den Spaniern hinterrücks erdolcht.
Der Ausbruch, den die Spanier in der folgenden Nacht versuchten, gelang nur unter schwersten Opfern (siehe Noche Triste). Dennoch schaffte es Cortés, durch Verstärkungen aus Kuba seine Kräfte zu sammeln und mit Unterstützung der Tlaxcalteken, mit denen er sich verbündet hatte, Tenochtitlán zu belagern. Nach dreimonatigen Kämpfen erlosch der letzte Widerstand am 13. August 1521.

### Familie
Moctezuma II. (Motēcuhzōma Xōcoyōtzin) hatte mehrere Haupt- und Nebenfrauen, dazu einige Konkubinen, entsprechend groß war die Anzahl seiner Kinder. Zeitgenössische Chronisten geben bis zu 100 Kinder an. Diese unterschieden sich nach der sozialen Stellung der jeweiligen Mutter entsprechend in Rang und Erbfolge. Die Namen der Mütter und Kinder sind in vielen Fällen nicht überliefert. Nachstehend genannt werden lediglich die bekanntesten der Kinder mit Enkelkindern.
- Axayacatl († 1482), Tlatoani von Tenochtitlán
  - Motēcuhzōma Xōcoyōtzin († 1520), Tlatoani von Tenochtitlán
    - Tlacahuepan Ihualicahuaca (Pedro Moctezuma)
      - Ihuitemotzin (Diego Luis de Moctezuma), Stammvater der Herzöge de Moctezuma de Tultengo, ⚭ Francisca de la Cueva de Valenzuela

    - Tecuichpo Ixcaxochitzin (Isabel Moctezuma, † 1550), Erbinhaberin der Ecomienda Tlacopan, ⚭I Atlixcatl, Vetter von Moctezuma II.; ⚭II Cuitláhuac, († 1520), Tlatoani von Tenochtitlán, Bruder von Moctezuma II.; ⚭III Cuauhtémoc († 1525), Tlatoani von Tenochtitlán, Vetter von Moctezuma II.; ⚭IV 1526 Alonso de Grado, († 1527), Konquistador; (⚭ 1527) Hernán Cortés (1485–1547), Konquistador; ⚭V 1527 Pedro Gallego de Andrada († 1531), Konquistador; ⚭VI 1531 Juan Cano de Saavedra († 1572), Konquistador
      - (1547 legitimierte Tochter von Cortes) Leonor Cortés y Moctezuma
      - (ex V) Juan Andrada de Moctezuma
      - (ex VI) Pedro
      - (ex VI) Gonzalo
      - (ex VI) Juan
      - (ex VI) Isabel
      - (ex VI) Catalina

    - Leonor, Erbinhaberin der Ecomienda Ecatepec, ⚭I 1527 Juan Paez († 1529), Konquistador; ⚭II 1531 Cristóbal de Valderrama († 1537), Konquistador
      - (ex II) Leonor

    - Francisca, ⚭ Diego de Alvarado Huanitzin († 1541), Tlatoani von Tenochtitlán, Vetter von Moctezuma II.
      - Cristóbal de Guzmán Cecetzin († 1562), seit 1556 Tlatoani von Tenochtitlán
      - Juana de Alvarado ⚭ Huehue Totoquihuaztli, Tlatoani von Tlacopan, deren Sohn Pedro den Familienzweig Moctezuma de Chilapa begründete (Kaziken von Chilapa)[11]
      - Hernando de Alvarado Tezozómoc, Chronist, Verfasser der Crónica Mexicana und der Crónica Mexicayotl
      - Magdalena Chichimecacihuatl († 1565), ⚭ Luis de Santa María Nanacacipactzin († 1565), 1562 bis 1565 letzter Tlatoani von Tenochtitlán Großvetter von Moctezuma II.

    - Xipaguazin († 1537), ⚭ Juan de Grau, Konquistador
      - Juan Pedro de Grau y Moctezuma (* 1537)

## Bewertung

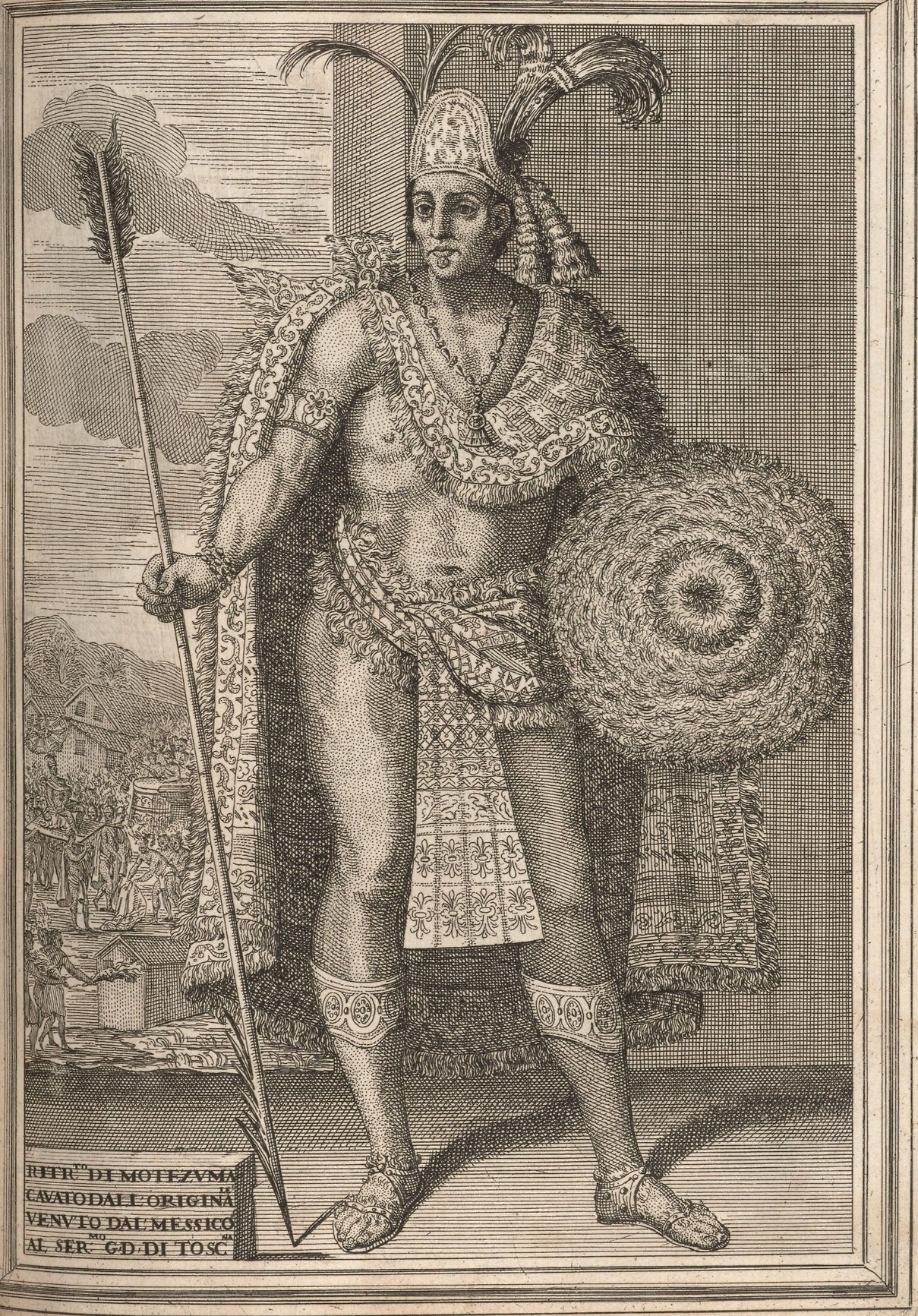
Phantasiedarstellung Moctezumas II., Kupferstich von Antonio de Solis aus dem Jahr 1699

In der aztekischen Mythologie soll auch die Überlieferung bestanden haben, der Schöpfer Quetzalcoatl – eine Gottheit mit heller Gesichtsfarbe und langem Bart – hätte bei seiner Einschiffung und Abreise nach dem geheimnisvollen Tlapallan verkündet, dereinst über den Atlantischen Ozean mit seinem Gefolge zurückzukehren, um sein Reich wieder in Besitz zu nehmen. Gerade zur Zeit vor Cortés’ Landung hätten sich Naturereignisse und andere Erscheinungen gehäuft, die seitens der mexikanischen Priesterschaft als Vorboten interpretiert worden seien. Angesichts der Berichte über Herkunft und Aussehen der Spanier habe Moctezuma nicht ausschließen können, es mit den Gesandten des Gottes zu tun zu haben – zumal, wenn man die unwahrscheinliche Durchschlagskraft dieser zahlenmäßig kleinen Truppe bedachte, und ihre „Feuer speienden“ Waffen. Später begründete er – als er den Ankömmlingen bereits Quartier in der Hauptstadt gewährt hatte – seine Fügsamkeit (trotz aller Macht, über die er gebot) eben damit, dass sie offenkundig Nachkommen des Gottes seien. Schon bei ihrer ersten Begegnung hätte, wie Bernardino de Sahagún überliefert, Moctezuma daher in einer Rede formell die Herrschaft an Cortés übergeben. In der neueren Forschung wird dies bezweifelt. Cortés habe demnach sowohl die Rede als auch die Identifizierung mit dem wiedergekehrten Quetzalcoatl erfunden, um sich selbst vor dem König als rechtmäßiger Statthalter präsentieren zu können. Gleichwohl ist dieser Geschichtsmythos als Erklärung für die rasche Unterwerfung des Aztekenreiches auch im 21. Jahrhundert noch weit verbreitet.
Vom eigenen Volk wurde Moctezuma seine zögerliche und unentschlossene Haltung bald als Schwäche ausgelegt; besonders aber von den Spaniern selbst. Francisco López de Gómara, der Biograph von Hernán Cortés, schrieb über ihn: „Moctezuma muss wohl ein schwacher und kleinmütiger Mann gewesen sein, denn er ließ sich ohne weiteres gefangen nehmen, und als Gefangener versuchte er nie freizukommen, nicht einmal, als Cortés ihm die Freiheit anbot und seine eigenen Leute ihn darum anflehten.“ Für die Beweggründe Moctezumas hatte er jedoch keine Erklärung. Der bulgarisch-französische Wissenschaftler Tzvetan Todorov sieht seine Ablehnung, mit den Spaniern selbst Kontakt aufzunehmen, zum Teil in einem alten Gesetz begründet, das es seinen Untertanen verbot, direkt mit ihm zu sprechen oder ihn gar anzusehen: Ein Verstoß gegen diese Regel würde ihn auf die Ebene seiner Subjekte herablassen und ihn auf diese Weise verletzbar machen. Warum Moctezuma wirklich so unschlüssig handelte, ist in der Forschung immer noch umstritten.
Doch es gab auch positive Stimmen. So schrieb der Chronist Petrus Martyr von Anghiera, der zur Zeit der Eroberung Mexikos in Spanien lebte, über Moctezumas Verhältnis zu den Taten der Spanier während seiner Gefangenschaft: „Diese Maßnahmen, die ihn schlimmer trafen als wenn man Schulknaben grammatische Regeln zum Auswendiglernen aufgibt, nahm er offenbar nur deshalb mit Gleichmut hin und ertrug sie alle ruhig, um eine Erhebung seiner Untertanen und Vasallen zu vermeiden. Jede persönliche Belastung erschien ihm leichter als ein Aufstand der Seinen.“
Die Erinnerung an die aztekische Niederlage schmerzt im mexikanischen Geschichtsbewusstsein bis zum heutigen Tag. Das Andenken an Moctezumas Nachfolger Cuauhtémoc, den letzten aztekischen Herrscher, der den Spaniern bis zuletzt hartnäckigen Widerstand leistete, wird hoch in Ehren gehalten. Doch die Einheimischen, die Cortés damals aktiv oder zumindest passiv unterstützten, gelten als Unpersonen, besonders Moctezuma und Malinche, die Dolmetscherin von Cortés. Die Passivität Moctezumas war einer der entscheidenden Faktoren bei der spanischen Eroberung Mexikos und der Erfolg dieser Unternehmung veranlasste andere Konquistadoren später an anderen Orten, es Cortés gleichzutun.

## Rezeption
Moctezuma ist Thema mehrerer Opern:
- Montezuma von Carl Heinrich Graun (1755), Libretto: Friedrich der Große
- Motezuma von Antonio Vivaldi (1733), Libretto: Girolamo Giusti
- Motezuma, La conquista del Messico von Gian Francesco de Majo (1765), Libretto: Vittorio Amedeo Cigna-Santi
- Motezuma von Josef Mysliveček (Libretto: Vittorio Amedeo Cigna-Santi, UA: 23. Januar 1771, Florenz, Teatro della Pergola);
- Die Eroberung von Mexico von Wolfgang Rihm (1987/91) Libretto nach Texten von Antonin Artaud
- Montezuma – Fallender Adler von Bernhard Lang (Mannheim 2010)[20]

Der am 16. März 1972 entdeckte Asteroid des inneren Hauptgürtels (2272) Montezuma wurde nach ihm benannt.
Auch die Pflanzengattung Montezuma DC. aus der Familie der Malvengewächse (Malvaceae) ist nach ihm benannt.

## Trivia

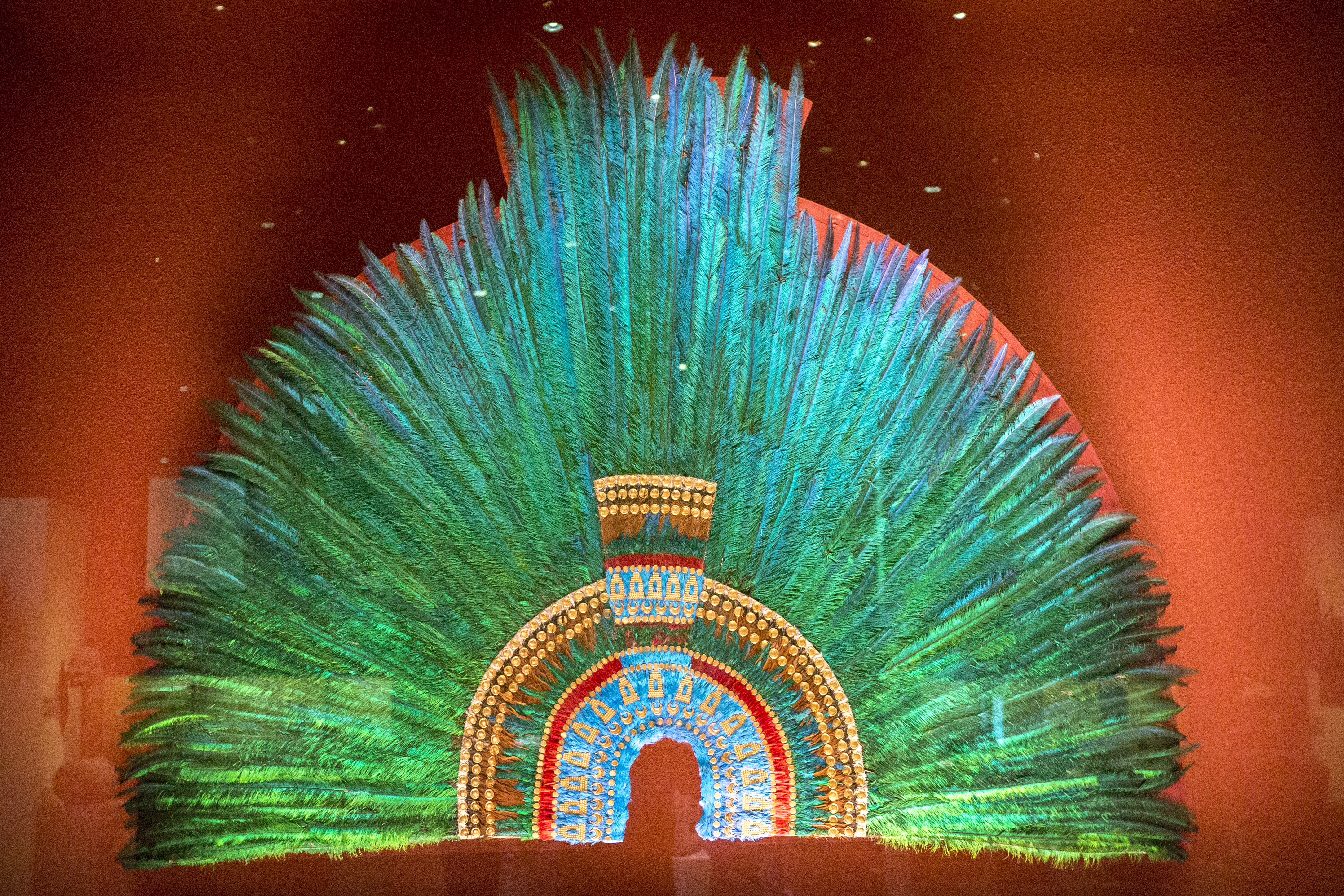
Aztekischer Feder-Kopfschmuck (Reproduktion), Moctezuma II. zugeschrieben, Museo Nacional de Antropología e Historia, Mexiko

- Da die Eroberung Tenochtitláns, bei der Moctezuma schließlich starb, dadurch begünstigt wurde, dass viele Eingeborene an den von den Europäern eingeschleppten Pocken erkrankt waren und Moctezuma einer Legende zufolge kurz vor seinem Tod den Fluch ausgesprochen haben soll, alle Eindringlinge in seinem Land würden seine Rache zu spüren bekommen, spricht man bei dem Durchfall, an dem viele Touristen in Mittelamerika reisebedingt erkranken, in solchen Fällen (scherzhaft) von „Moctezumas Rache“ bzw. meist „Montezumas Rache“.[23][24] Seither findet diese Redewendung zunehmend auch Anwendung bei der Erkrankung an Reisedurchfall in anderen Ländern.[25]
- Der fälschlich als „Moctezumas Federkrone“ bekannte Kopfschmuck, der ursprünglich aus wenigstens 459 Federn des Quetzal-Vogels bestand, ist erstmals 1575 in der süddeutschen Kunstkammer des Herzog Ulrich von Montfort in Tettnang als „mörsche Rüstung von Federwerk“ nachweisbar und gelangte 1806 über Schloss Ambras nach Wien, wo er heute im Weltmuseum Wien (ehemals Museum für Völkerkunde Wien) ausgestellt ist. Im Anthropologischen Museum in Mexiko-Stadt ist eine 1940 hergestellte Kopie des Kopfschmucks zu sehen.[26]
- Neil Young thematisierte 1975 in dem Song Cortez the Killer vom Album Zuma den Kampf zwischen Cortés und Moctezuma.